# Zea (Heres)
Pour les articles homonymes, voir Zea.
Zea est l'une des neuf paroisses civiles de la municipalité de Heres dans l'État de Bolívar au Venezuela. Sa capitale est La Carolina. Elle accueille le territoire indigène Mata Tapaquire.

## Géographie

### Démographie
Hormis sa capitale La Carolina, la paroisse civile abrite plusieurs localités :
- Bajo Borbón
- Borbón
- La Carolina
- Carrizall
- La Esperanza
- La Flor
- La Mata de Tapaquire
- La Montañita
- Las Casitas
- Las Cocuizas
- Los Hicoteos